# 3096 dni
3096 dni (ang. 3096 Days, niem. 3096 Tage) – niemiecki (zagrany w języku angielskim) film dramatyczny z 2013 roku w reżyserii Sherry Hormann. Wyprodukowany przez Constantin Film. Zdjęcia kręcono w Monachium.
Film powstał na podstawie niedokończonego scenariusza autorstwa Bernda Eichingera i zarazem na autobiografii Nataschy Kampusch „3096 dni”. Opowiada o ośmiu latach, które Natascha Kampusch spędziła w niewoli w domu porywacza – Wolfganga Přiklopila.
Film 3096 dni otrzymał nagrodę Deutscher Hörfilmpreis 2014 w kategorii „Kino”.

## Obsada (główne role)
- Antonia Campbell-Hughes jako Natascha Kampusch
- Thure Lindhardt jako Wolfgang Přiklopil
- Amelia Pidgeon jako młodsza Natascha Kampusch
- Trine Dyrholm jako Brigitta Sirny (matka Nataschy Kampusch)